# پایگاه نیروی هوایی آرنلد
پایگاه نیروی هوایی آرنلد (به انگلیسی: Arnold Air Force Base) یک فرودگاه است . این فرودگاه در کشور ایالات متحده آمریکا قرار دارد .